# 栗山尚一
栗山尚一（日语：栗山尚一，1931年8月2日—2015年4月1日），是一位日本外交官，曾任日本駐馬來西亞大使和駐美國大使。

## 生平
栗山出生於巴黎。他的父親栗山茂，是一位外交官兼日本最高法院法官。他在東京大學就讀。1954年，栗山加入外務省，曾擔任北美事務局局長，並於1989年5月晉升為副部長。
他參與了導致1971年《沖繩返還協定》的談判，該協議將沖繩縣從美國歸還給日本 。在隨後的一年，他協助起草了一份與中國實現外交正常化的聲明。
在1980年代中期，他擔任了日本駐馬來西亞大使，並於1992年成為日本駐美國大使。他在1995年離開了該職位。

## 個人生活
他的妻子雅子是一位日本最高法院法官的女兒。2015年4月1日，他因肺炎在東京的一家醫院去世。